# Key frame
Il termine inglese key frame (traducibile in italiano come fotogramma chiave) è un tipo di fotogramma che definisce lo stato iniziale, intermedio e finale di un'animazione. Una volta stabiliti i key frame, è possibile creare i fotogrammi intermedi, operazione definita inbetweening (intercalazione).
Nell'animazione tradizionale, i key frame sono generalmente disegnati dai key animator (animatori chiave), e il lavoro di creare i fotogrammi intermedi viene affidato agli inbetweener (intercalatori). Lo stesso capita nell'animazione al computer, dove l'animatore stabilisce i key frame, mentre le operazioni di inbetweening vengono svolte automaticamente dai software. Questa tecnica, denominata keyframing, viene impiegata per transizioni riferite al movimento, alla forma (utilizzando anche "indicazioni" denominate "shape hints") e al colore.

## Nel digital video
Si usano i keyframes nella produzione dei video digitali, sia 3D che 2D, sia su computer che su dispositivi mobili.

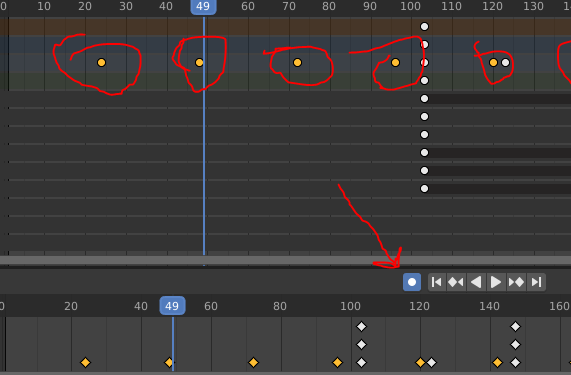
Keyframes in Blender

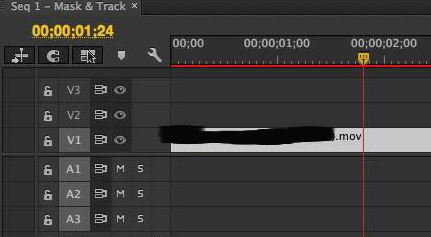
Keyframes in Première Pro

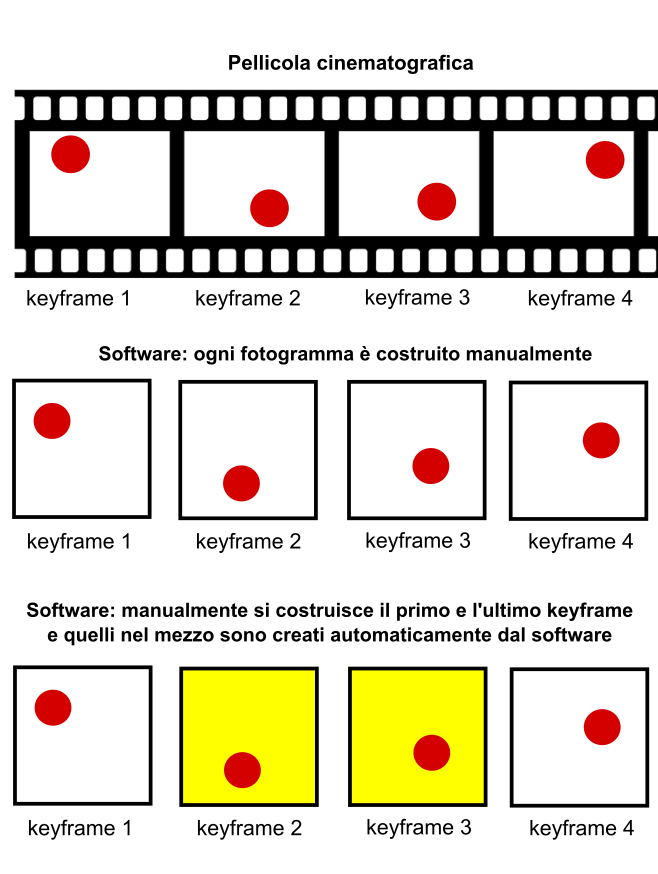
Confronto tra keyframes analogici e digitali. Questi ultimi possono essere creati uno alla volta oppure è possibile far creare al software i keyframes intermezzi. Visivamente questi tre metodi possono dare lo stesso risultato.

## Nel web

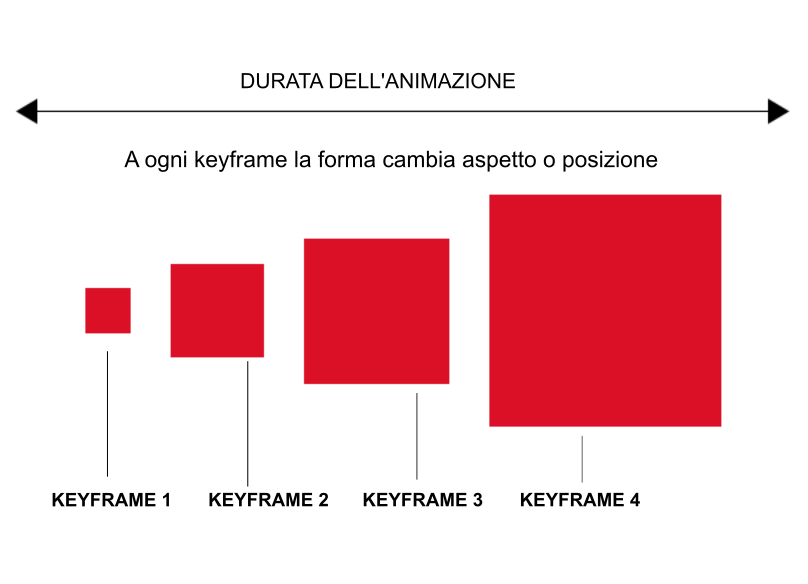
A ogni keyframe la forma cambia aspetto o posizione

Nel web ci sono diverse tecniche per creare animazioni tramite keyframes:

### GIF

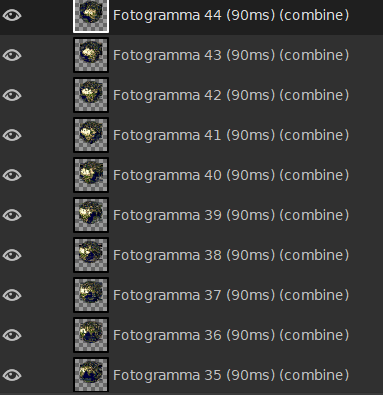
Keyframes di un'immagine in formato GIF

### CSS3
Esempio:
```
div
 
{

  
width
:
 
100
px
;

  
height
:
 
100
px
;

  
background
:
 
red
;

  
position
:
 
relative
;

  
animation
:
 
filmato
 
5
s
 
infinite
;

}

@
keyframes
 
filmato
 
{

  
from
 
{
top
:
 
0
px
;}

  
to
 
{
top
:
 
200
px
;}

}

```

### Canvas HTML5
Esempio:
```
window
.
requestAnimFrame
 
=

    
window
.
requestAnimationFrame
 
||

    
window
.
webkitRequestAnimationFrame
 
||

    
window
.
mozRequestAnimationFrame
 
||

    
window
.
oRequestAnimationFrame
 
||

    
window
.
msRequestAnimationFrame
 
||

    
function
 
(
callback
)
 
{

        
window
.
setTimeout
(
callback
,
 
1000
 
/
 
60
);

};

```

### WebGL
Esempio:
```
var
 
keys
 
=
 
[
0
,
 
0.25
,
 
1
];

var
 
values
 
=
 
[
new
 
THREE
.
Vector3
(
0
,
 
0
,
 
0
),

    
new
 
THREE
.
Vector3
(
0
,
 
1
,
 
0
),

    
new
 
THREE
.
Vector3
(
0
,
 
2
,
 
5
)];

```

### SVG
Esempio con CSS3:
```
.
left-leg
 
{

  
animation
:
 
danza
 
2
s
 
infinite
 
alternate
;

}

@
keyframes
 
danza
 
{

  
100
%
 
{

    
transform
:
 
rotate
(
3
deg
);

  
}

}

```

Esempio con SMIL:
```
<
svg
 
viewBox
=
"0 0 127.9 178.4"
>

  
<
path
 
d
=
"M37.6,138.8c0 ... "
>

    
<
animate
 
attributeName
=
"fill"
 
dur
=
"5000ms"
 
to
=
"#f06d06"
 
fill
=
"freeze"
 
/>
  
  
</
path
>

</
svg
>

```

### Adobe Flash

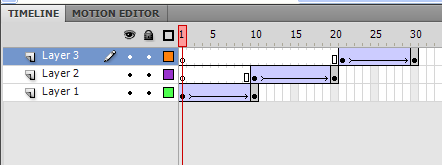
Keyframes in Adobe Flash con relativi livelli nella timeline

Obsoleto dal 31 dicembre 2020

### X3D
Esempio:
```
<x3d
 
width=
'500px'
 
height=
'400px'
>

    
<scene>

        
<transform
 
DEF=
"ball"
>
 

            
<shape>

		        
<appearance>

                    
<material
 
diffuseColor=
'1 0 0'
>
 
</material>

                
</appearance>

                
<sphere></sphere>

	            
</shape>

        
</transform>

    
</scene>
 

</x3d>

```

### O3D
Esempio:
```
 
if
 
s
 
%
 
config
[
'n_keyframes_per_n_frame'
]
 
==
 
0
 
\

                    
and
 
t
 
%
 
config
[
'n_keyframes_per_n_frame'
]
 
==
 
0
:

                
print
(

                    
"Fragment %03d / %03d :: RGBD matching between frame : %d and %d"

                    
%
 
(
fragment_id
,
 
n_fragments
 
-
 
1
,
 
s
,
 
t
))

                
[
success
,
 
trans
,

                 
info
]
 
=
 
register_one_rgbd_pair
(
s
,
 
t
,
 
color_files
,
 
depth_files
,

                                                
intrinsic
,
 
with_opencv
,
 
config
)

```

### OpenGL
Esempio:
```
struct
 
MyVertex_VNTVN

{

    
float
 
x
,
 
y
,
 
z
;
       

    
float
 
nx
,
 
ny
,
 
nz
;
  

    
float
 
s0
,
 
t0
;
        

    
float
 
x1
,
 
y1
,
 
z1
;
    

    
float
 
nx1
,
 
ny1
,
 
nz1
;
 

}

```

## Esempi

Transizione di movimento utilizzando i keyframe
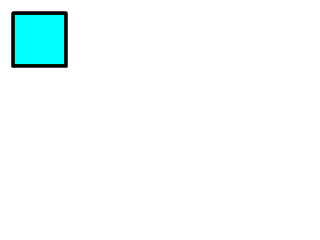
Keyframe iniziale
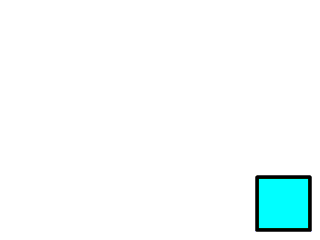
Keyframe finale
Animazione completa

Transizione di forma utilizzando i keyframe (senza shape hints)
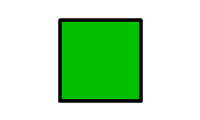
Keyframe iniziale
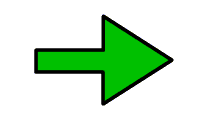
Keyframe finale
Animazione completa

Transizione di forma utilizzando i keyframe (con shape hints)
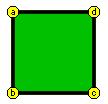
Keyframe iniziale
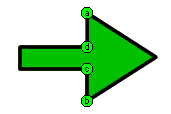
Keyframe finale
Animazione completa

Trasformazione di colore utilizzando i key frame
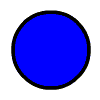
Keyframe iniziale
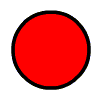
Keyframe finale
Animazione completa